# 2100.
2100. je prvo desetletje v 22. stoletju med letoma 2100 in 2109. 